# Campeonato Europeu de Beisebol de 1967
O Campeonato Europeu de Beisebol de 1967 foi a 10º edição do principal torneio entre seleções nacionais de beisebol da Europa. A campeã foi a Seleção Belga de Beisebol, que conquistou seu 1º título na história da competição. O torneio foi sediado na Bélgica.

## Classificação
| Pos. | Equipe      |
| ---- | ----------- |
| 1    | Bélgica     |
| 2    | Reino Unido |
| 3    | Alemanha    |
| 4    | Espanha     |
| 5    | Suécia      |